# Bastian (Virginie)
Pour les articles homonymes, voir Bastian.
Bastian est une census-designated place située dans le comté de Bland, dans l’État de Virginie, aux États-Unis. Lors du recensement de 2020, elle comptait 343 habitants.